# Turnverein 1861 Rottenburg 2019-2020
Questa voce raccoglie le informazioni riguardanti il Turnverein 1861 Rottenburg nelle competizioni ufficiali della stagione 2019-2020.

## Organigramma societario
Area direttiva
- Presidente: Klaus Maier

Area tecnica
- Allenatore: Christophe Achten
- Allenatore in seconda: Oliver Heiming
- Assistente allenatore: Karsten Haug

Area sanitaria
- Medico: Ralph Uwe Fischer, Vanessa Fröhlich, Maik Schwitalle
- Fisioterapista: Angela Müller, Simon Presch, Sabine Schepperle, Markus Weiß

## Rosa
| N° | Nome             | Ruolo | Data di nascita   | Nazionalità sportiva |
| -- | ---------------- | ----- | ----------------- | -------------------- |
| 1  | Jared Jarvis     | S     | 22 dicembre 1995  | Canada               |
| 2  | Mitchell Penning | C     | 26 maggio 1995    | Stati Uniti          |
| 3  | Leon Dervisaj    | P     | 7 settembre 1996  | Germania             |
| 6  | Friederich Nagel | C     | 29 settembre 1993 | Germania             |
| 7  | Johannes Mönnich | O     | 10 novembre 1997  | Germania             |
| 8  | Lorenz Karlitzek | S     | 17 febbraio 1999  | Germania             |
| 9  | Tim Grozer       | S     | 14 ottobre 1998   | Germania             |
| 10 | Taichi Kawaguchi | L     | 27 aprile 1995    | Giappone             |
| 11 | James Weir       | C     | 20 luglio 1995    | Australia            |
| 12 | Ramón Martínez   | S     | 12 settembre 1990 | Paesi Bassi          |
| 14 | Johannes Schief  | S     | 3 ottobre 1997    | Germania             |
| 16 | Karl Apfelbach   | O     | 4 ottobre 1995    | Stati Uniti          |
| 17 | Jannis Hopt      | P     | 3 agosto 1996     | Germania             |

## Risultati

### 1. Bundesliga

#### Girone di andata
| 1ª giornata - 13 ottobre 2019 Olympiahalle, Innsbruck                    | Unterhaching    | 3 - 1 | Rottenburg  | 25-18, 25-22, 23-25, 25-18        |
| 2ª giornata - 16 ottobre 2019 Paul Horn-Arena, Tubinga                   | Rottenburg      | 2 - 3 | Lüneburg    | 23-25, 25-23, 25-17, 20-25, 7-15  |
| 3ª giornata - 23 ottobre 2019 Paul Horn-Arena, Tubinga                   | Rottenburg      | 2 - 3 | Herrsching  | 25-21, 25-14, 21-25, 17-25, 12-15 |
| 4ª giornata - 27 ottobre 2019 Max-Schmeling-Halle, Berlino               | Charlottenburg  | 3 - 0 | Rottenburg  | 25-16, 25-21, 25-19               |
| 5ª giornata - 9 novembre 2019 Paul Horn-Arena, Tubinga                   | Rottenburg      | 0 - 3 | Dürener     | 30-32, 22-25, 23-25               |
| 6ª giornata - 13 novembre 2019 Brose Arena, Bamberga                     | Eltmann         | 0 - 3 | Rottenburg  | 22-25, 23-25, 18-25               |
| 7ª giornata - 17 novembre 2019 Paul Horn-Arena, Tubinga                  | Rottenburg      | 3 - 0 | Bühl        | 25-19, 25-18, 25-17               |
| 8ª giornata - 23 novembre 2019 ZF-Arena Friedrichshafen, Friedrichshafen | Friedrichshafen | 3 - 1 | Rottenburg  | 24-26, 25-17, 25-17, 25-20        |
| 9ª giornata - 30 novembre 2019 Paul Horn-Arena, Tubinga                  | Rottenburg      | 3 - 2 | Rüsselsheim | 25-21, 17-25, 15-25, 25-23, 15-12 |
| 10ª giornata - 14 dicembre 2019 Landkost-Arena, Bestensee                | Netzhoppers     | 2 - 3 | Rottenburg  | 23-25, 25-22, 23-25, 26-24, 11-15 |
| 11ª giornata - 22 dicembre 2019 Paul Horn-Arena, Tubinga                 | Rottenburg      | 3 - 1 | Giesen      | 23-25, 25-22, 25-19, 25-23        |

#### Girone di ritorno
| 12ª giornata - 15 gennaio 2020 Paul Horn-Arena, Tubinga              | Rottenburg  | 1 - 3 | Unterhaching    | 20-25, 25-20, 21-25, 25-27        |
| 13ª giornata - 18 gennaio 2020 Gellersenhalle, Reppenstedt           | Lüneburg    | 3 - 1 | Rottenburg      | 25-17, 22-25, 25-19, 25-23        |
| 14ª giornata - 25 gennaio 2020 Nikolaushalle, Herrsching am Ammersee | Herrsching  | 3 - 1 | Rottenburg      | 25-17, 25-21, 24-26, 25-20        |
| 15ª giornata - 1º febbraio 2020 Paul Horn-Arena, Tubinga             | Rottenburg  | 0 - 3 | Charlottenburg  | 17-25, 22-25, 22-25               |
| 16ª giornata - 12 febbraio 2020 Arena Kreis Düren, Düren             | Dürener     | 2 - 3 | Rottenburg      | 25-18, 25-20, 14-25, 23-25, 13-15 |
| 17ª giornata - 9 febbraio 2020 Paul Horn-Arena, Tubinga              | Rottenburg  | 3 - 1 | Eltmann         | 25-15, 24-26, 25-20, 26-24        |
| 18ª giornata - 22 febbraio 2020 Großsporthalle, Bühl                 | Bühl        | 3 - 0 | Rottenburg      | 25-22, 25-21, 25-15               |
| 19ª giornata - 29 febbraio 2020 Paul Horn-Arena, Tubinga             | Rottenburg  | 1 - 3 | Friedrichshafen | 22-25, 20-25, 25-21, 21-25        |
| 20ª giornata - 8 marzo 2020 Fraport Arena, Francoforte sul Meno      | Rüsselsheim | 3 - 1 | Rottenburg      | 25-22, 25-19, 21-25, 25-15        |
| 21ª giornata - 14 marzo 2020 Paul Horn-Arena, Tubinga                | Rottenburg  | -     | Netzhoppers     | annullata                         |
| 22ª giornata - 21 marzo 2020 Volksbank-Arena, Hildesheim             | Giesen      | -     | Rottenburg      | annullata                         |

### Coppa di Germania

#### Fase a eliminazione diretta
| Ottavi di finale - 2 novembre 2019 Olympiahalle, Innsbruck   | Unterhaching | 2 - 3 | Rottenburg | 25-20, 24-26, 25-20, 23-25, 9-15 |
| Quarti di finale - 20 novembre 2019 Paul Horn-Arena, Tubinga | Rottenburg   | 3 - 1 | Giesen     | 25-20, 24-26, 25-22, 25-23       |
| Semifinali - 8 dicembre 2019 Arena Kreis Düren, Düren        | Dürener      | 3 - 0 | Rottenburg | 25-16, 25-17, 25-22              |

## Statistiche

### Statistiche di squadra
| Competizione      | Punti | In casa | In casa | In casa | In trasferta | In trasferta | In trasferta | Totale | Totale | Totale |
| Competizione      | Punti | G       | V       | P       | G            | V            | P            | G      | V      | P      |
| ----------------- | ----- | ------- | ------- | ------- | ------------ | ------------ | ------------ | ------ | ------ | ------ |
| 1. Bundesliga     | 20    | 10      | 4       | 6       | 10           | 3            | 7            | 20     | 7      | 13     |
| Coppa di Germania | -     | 1       | 1       | 0       | 2            | 1            | 1            | 3      | 2      | 1      |
| Totale            | -     | 11      | 5       | 6       | 12           | 4            | 8            | 23     | 9      | 14     |

G = partite giocate; V = partite vinte; P = partite perse